# Développement de la coquille d'œuf chez la poule domestique
 (novembre 2015).
Le développement de la coquille d'œuf chez la poule domestique est la biominéralisation, principalement composée de calcite, un carbonate de calcium (CaCO3), de la coquille d'œuf de poule domestique.

## Le processus de minéralisation de la coquille
Les coquilles d'œufs, qui pèsent en moyenne 5 grammes, sont constituées à 40 % de calcium. Il faut 16 heures à ce calcium pour se fixer sur la coquille par la sécrétion de la glande coquillière de l'oviducte. Il se dépose donc à une vitesse de 125 milligrammes à l'heure. Aucune poule ne peut consommer autant de calcium en si peu de temps pour être en mesure de suffire à cette demande, d'autant plus qu'il y a une désynchronisation entre l’apport alimentaire diurne et la formation de la coquille, essentiellement nocturne. Les poules utilisent 60 à 70 % de calcium par la voie intestinale issu du calcium ionique sanguin et 30 à 40 % du calcium contenu dans des masses osseuses spéciales localisées dans leurs os longs, qui accumulent de grandes réserves de calcium destiné à la formation de coquilles. Le calcium y est présent sous forme de phosphate de calcium, Ca3(PO4)2, un autre composé insoluble et un constituant de l'os. Si le régime d'une poule est faible en calcium, la coquille de ses œufs s'amincit progressivement. La poule peut alors employer 10 % de la quantité totale de calcium contenu dans ses os pour seulement pondre un œuf. Si cette carence continue, la coquille devient molle, puis la poule cesse de pondre.
Normalement, le sang véhicule les substances de base nécessaires à la formation des coquilles (les ions Ca2+ et CO2−3) jusqu’à la glande coquillière. Dans cette glande, la calcification se fait par une réaction de précipitation :
{\displaystyle {\mbox{Ca}}_{(aq)}^{2+}+{\mbox{CO}}_{3\,(aq)}^{2-}\longrightarrow {\mbox{CaCO}}_{3\,(s)}}
Dans le sang, les ions Ca2+ libres sont en équilibre avec les ions calcium liés à des protéines. À mesure que les ions libres sont utilisés par la glande coquillière, ceux qui sont liés aux protéines se libèrent.
De leur côté, les ions carbonate sont un dérivé métabolique. Le dioxyde de carbone produit durant le métabolisme est converti en acide carbonique (H2CO3) par l’enzyme appelée anhydrase carbonique.
{\displaystyle {\mbox{CO}}_{2\,(g)}+{\mbox{H}}_{2}{\mbox{O}}_{(l)}{\overset {\mbox{anhydrase carbonique}}{\rightleftharpoons }}{\mbox{H}}_{2}{\mbox{CO}}_{3\,(aq)}}
L’acide carbonique s’ionise par étapes pour produire des ions carbonate :
{\displaystyle {\mbox{H}}_{2}{\mbox{CO}}_{3\,(aq)}\rightleftharpoons {\mbox{H}}_{(aq)}^{+}+{\mbox{HCO}}_{3\,(aq)}^{-}}
{\displaystyle {\mbox{HCO}}_{3\,(aq)}^{-}\rightleftharpoons {\mbox{H}}_{(aq)}^{+}+{\mbox{CO}}_{3\,(aq)}^{2-}}
Les poules ne transpirent pas donc pour se rafraîchir, elles doivent haleter. Cependant, le halètement élimine plus de CO2 de leur organisme que la respiration normale. Selon le principe de Le Chatelier, le halètement déplace l’équilibre CO2 – H2CO3 montré ci-dessus vers la gauche, ce qui diminue la concentration d’ions CO23- en solution et donne, par conséquent, des coquilles d’œufs plus minces. Durant les journées chaudes, il est donc bon de faire boire de l’eau gazeuse aux poules pour remédier à cette situation[réf. nécessaire]. Le CO2 dissous dans l’eau s’ajoute alors aux liquides corporels de la poule, ce qui déplace l’équilibre CO2 – H2CO3 vers la droite.
| Anatomie de l'œuf | 1. Coquille calcaire 2. Membrane coquillière externe 3. Membrane coquillière interne 4. Chalaze 5. Blanc d'œuf (ou albumen) externe (fluide) 6. Blanc d'œuf (ou albumen) intermédiaire (visqueux) 7. Peau du jaune d'œuf 8. Jaune d'œuf (ou vitellus) formé | 9. Point blanc puis embryon 10. Jaune d'œuf (ou vitellus) jaune 11. Jaune d'œuf (ou vitellus) blanc 12. Blanc d'œuf (ou albumen) interne (fluide) 13. Chalaze 14. Chambre à air 15. Cuticule |